# FK Čukarički Belgrad
Fudbalski klub Čukarički (în chirilică sârbă: Фудбалски клуб Чукарички), cunoscut pe larg ca Čukarički Belgrad, sau simplu Čukarički, este un club de fotbal cu din Belgrad, Serbia. Echipa susține meciurile de acasă pe Stadionul Čukarički cu o capacitate de 7.000 de locuri. În anii 1996 și 1997 a participat la două ediții ale Cupei UEFA Intertoto, iar în 2014 în preliminariile UEFA Europa League.

## Evoluții în Europa
| Sezon   | Competiția          | Runda    | Adversar              | Acasă | Deplasare | Scor general |
| ------- | ------------------- | -------- | --------------------- | ----- | --------- | ------------ |
| 1996    | Cupa UEFA Intertoto | Grupa 9  | Spartak Trnava        | N/A   | 0–3       | Poz. 5       |
| 1996    | Cupa UEFA Intertoto | Grupa 9  | FK Daugava            | 1–3   | N/A       | Poz. 5       |
| 1996    | Cupa UEFA Intertoto | Grupa 9  | Karlsruher SC         | N/A   | 0–3       | Poz. 5       |
| 1996    | Cupa UEFA Intertoto | Grupa 9  | Universitatea Craiova | 1–2   | N/A       | Poz. 5       |
| 1997    | Cupa UEFA Intertoto | Grupa 10 | Groningen             | N/A   | 0–1       | Poz. 3       |
| 1997    | Cupa UEFA Intertoto | Grupa 10 | Gloria Bistrița       | 3–2   | N/A       | Poz. 3       |
| 1997    | Cupa UEFA Intertoto | Grupa 10 | Montpellier           | N/A   | 1–3       | Poz. 3       |
| 1997    | Cupa UEFA Intertoto | Grupa 10 | Spartak Varna         | 3–0   | N/A       | Poz. 3       |
| 2014–15 | UEFA Europa League  | Q1       | Sant Julià            | 4–0   | 0–0       | 4–0          |
| 2014–15 | UEFA Europa League  | Q2       | Grödig                | 0–4   | 2–1       | 2–5          |

## Palmares
- Superliga Sârbă

Vice-campioană (2): 2006–07, 2012–13
- Cupa Serbiei

Campioană (1): 2014-15

## Former managers
- Željko Simović (2003)
- Borislav Raduka
- Dragoslav Stepanović (24 Aug 2007–8 Dec 08)
- Srđan Golović (interim) (8 Dec 2008–26 Dec 08)
- Dejan Đurđević (26 Dec 2008–30 June 09)
- Miloljub Ostojić (1 July 2009–22 Aug 09)
- Srđan Vasiljević (22 Aug 2009–30 Jan 10)
- Simo Krunić (1 Feb 2010–12 Aug 10)
- Aleksandar Jović (12 Aug 2010–9 Nov 10)
- Dragan Lacmanović (12 Jan 2011–30 June 11)
- Vladimir Romčević (1 July 2011–30 June 12)
- Vladan Milojević (1 July 2012–)